# 坎波迪梅莱
坎波迪梅莱（義大利語：Campodimele），是意大利拉蒂纳省的一个市镇。总面积38.24平方公里，人口673人，人口密度17.6人/平方公里（2009年）。ISTAT代码为059003。